# Amerika (Votice)
Amerika je část města Votice v okrese Benešov. Nachází se na jihovýchodě Votic. Prochází zde silnice I/3. Amerika leží v katastrálním území Votice o výměře 10,85 km². Jedná se o osadu spadající pod MÚ Votice. Osadu spravuje Osadní výbor, jehož předsedou je David Kachlík.

## Historie
V roce 1925 založil kožišník Josef Přenosil jihovýchodně od Votic chatovou kolonii, kterou nazval Amerika. Název měl evokovat něco nového, exotického, a ukázal se jako dobrý marketingový tah.
Původně neúrodnou pastvinu Maceškova velkostatku Josef Přenosil rozparceloval a jednotlivé pastviny nabízel a prodával zájemcům o stavbu letních obydlí. Nabídka oslovila zejména pražskou klientelu. Kraj od roku 1907 aktivně jako Českou Sibiř propagoval politik, novinář, spisovatel a pravá ruka prezidenta Masaryka Jan Herben. Dva kilometry vzdušnou čarou jižně od Ameriky totiž stojí v Hostišově Herbenova vila, jejíž veranda a parádní pokoj hostily v první čtvrtině 20. století některé významné osobnosti – jezdili sem malíř Antonín Slavíček, básník Josef Svatopluk Machar, skladatel Josef Suk, filozof František Drtina, politik František Veselý, ale i prezident Tomáš Garrigue Masaryk.
Z kraje 30. let vyrostl na Americe hotel s betonovým koupadlem a úhledné vilky a domky s malými zahrádkami. V roce 1935 čítala Amerika 15 čísel a platila za oblast, nejen vyhledávanou Pražany k letnímu pobytu, stávala se také cílem výletníků. Věhlas České Sibiře, stejně jako Ameriky, prohloubily ve 30. letech 20. století turistické průvodce a místní spolky ve Voticích a Miličíně. Od roku 1957 se Amerika, společně s celou obcí Lysou, stala součástí Votic. Stejně jako před takřka sto lety, i dnes slouží Amerika rekreaci, některé rekreační objekty byly zvláště v posledních dvou desetiletích upraveny k trvalému bydlení. Dnes žije na Americe přes padesát stálých obyvatel.
Od 1. října 2005 je Amerika místní částí města Votice.

## Obyvatelstvo
| Rok            | 1869 | 1880 | 1890 | 1900 | 1910 | 1921 | 1930 | 1950 | 1961 | 1970 | 1980 | 1991 | 2001 | 2011 | 2021 |
| -------------- | ---- | ---- | ---- | ---- | ---- | ---- | ---- | ---- | ---- | ---- | ---- | ---- | ---- | ---- | ---- |
| Počet obyvatel | 0    | 0    | 0    | 0    | 0    | 0    | 0    | 0    | 0    | 0    | 0    | 0    | 0    | 35   | 57   |
| Počet domů     | 0    | 0    | 0    | 0    | 0    | 0    | 0    | 0    | 0    | 0    | 0    | 0    | 0    | 25   | 25   |

## Kaple svatého Vojtěcha
Kaple sv. Vojtěcha se nachází na hoře Větrov, kam se každoročně konají svatovojtěšské poutě. Kapli nechal vystavět v 17. století hrabě Ferdinand František z Vrtby. Pod kaplí stojí stranou kamenný stůl, na čtyřech hranolových sloupcích položená žulová deska po stranách zdobená žlábkem.
Pod kaplí, ve směru k osadě Amerika, stojí šestihranná kaplička z roku 1935. Poblíž je lesní studánka s údajně zázračnou vodou. Asi 200 metrů od studánky je v roce 2018 zrestaurované barokní sousoší Kalvárie – pískovcové sochy Panny Marie, sv. Jana a dřevěný kříž s Kristem.

## Galerie

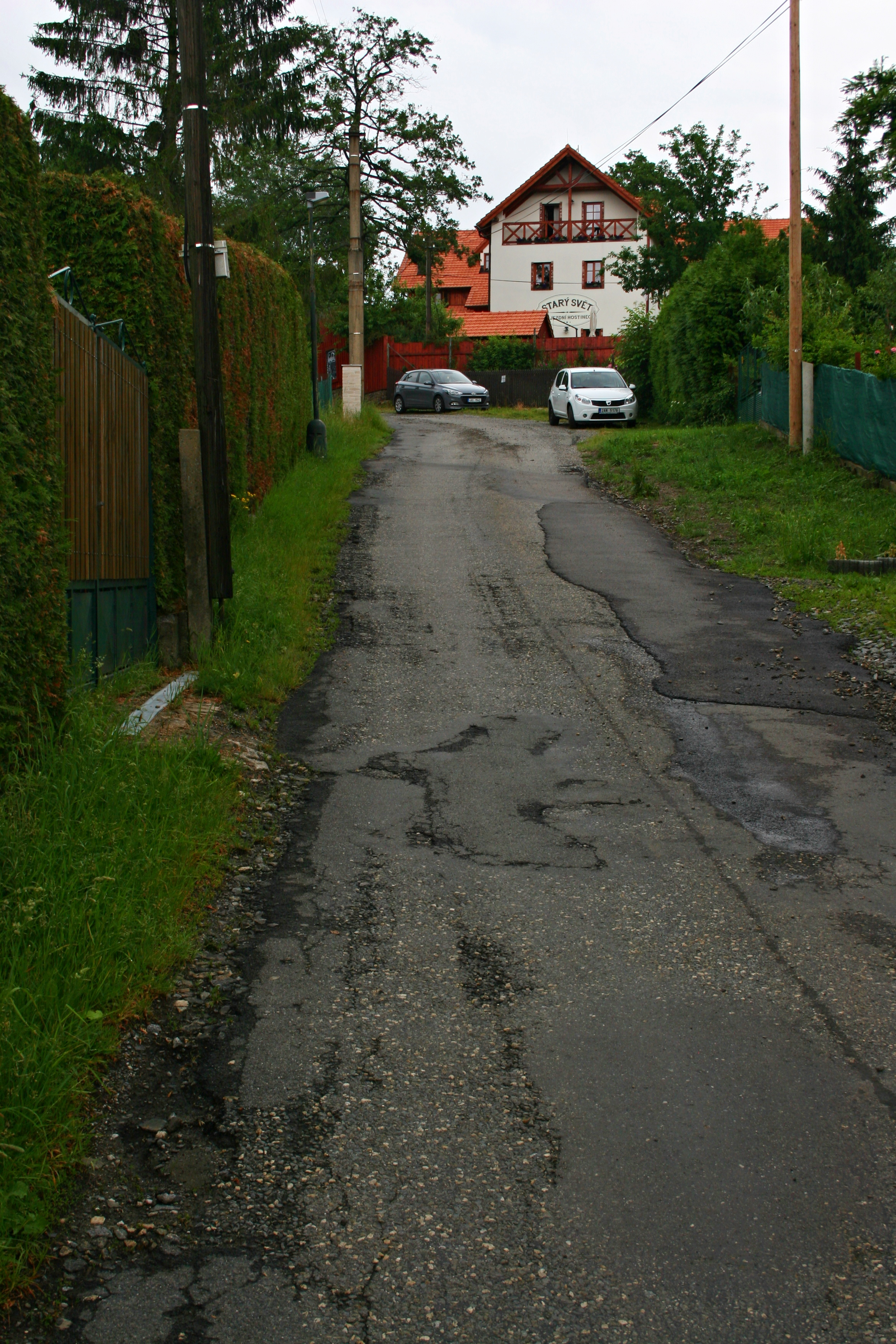
Ulice
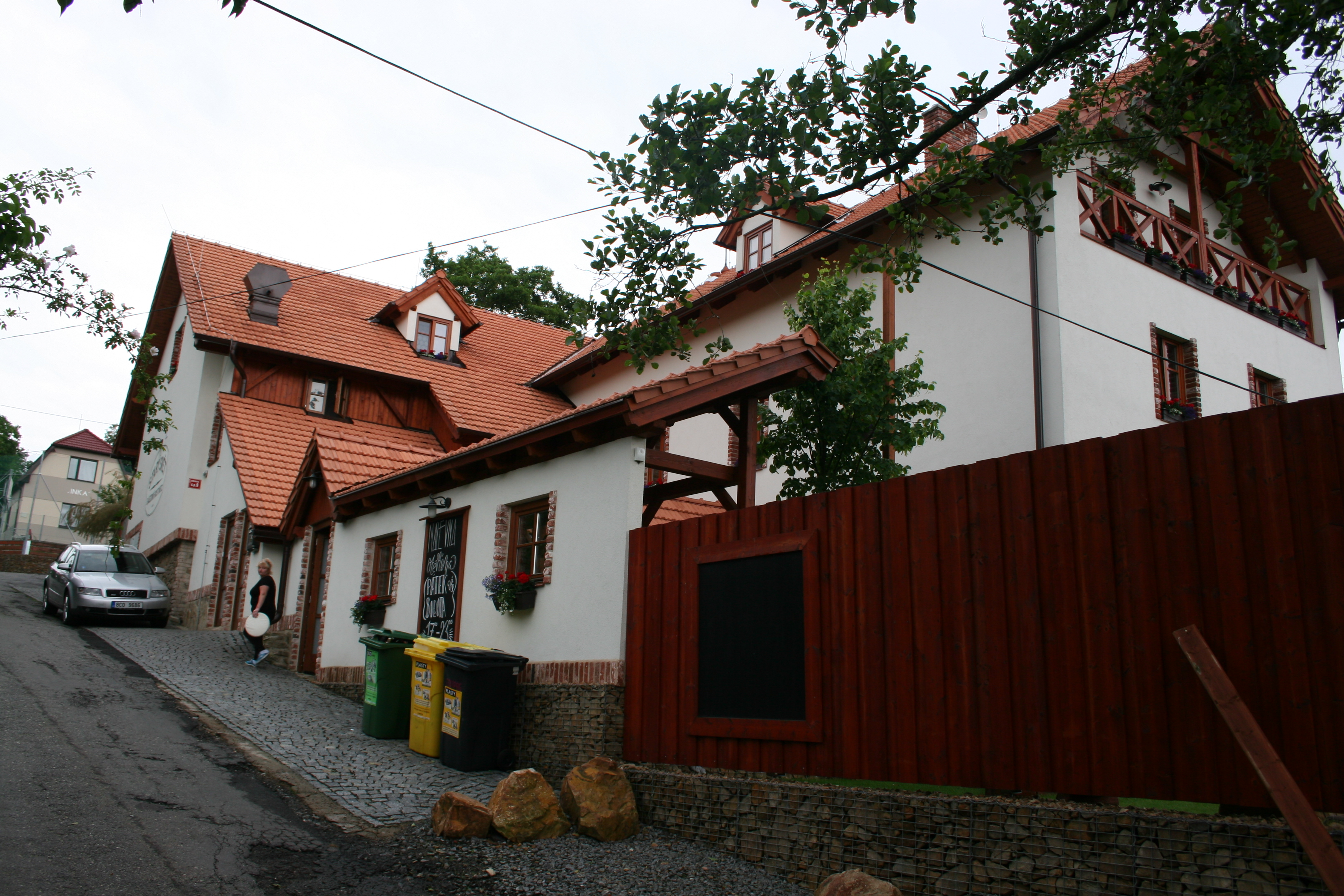
Restaurace
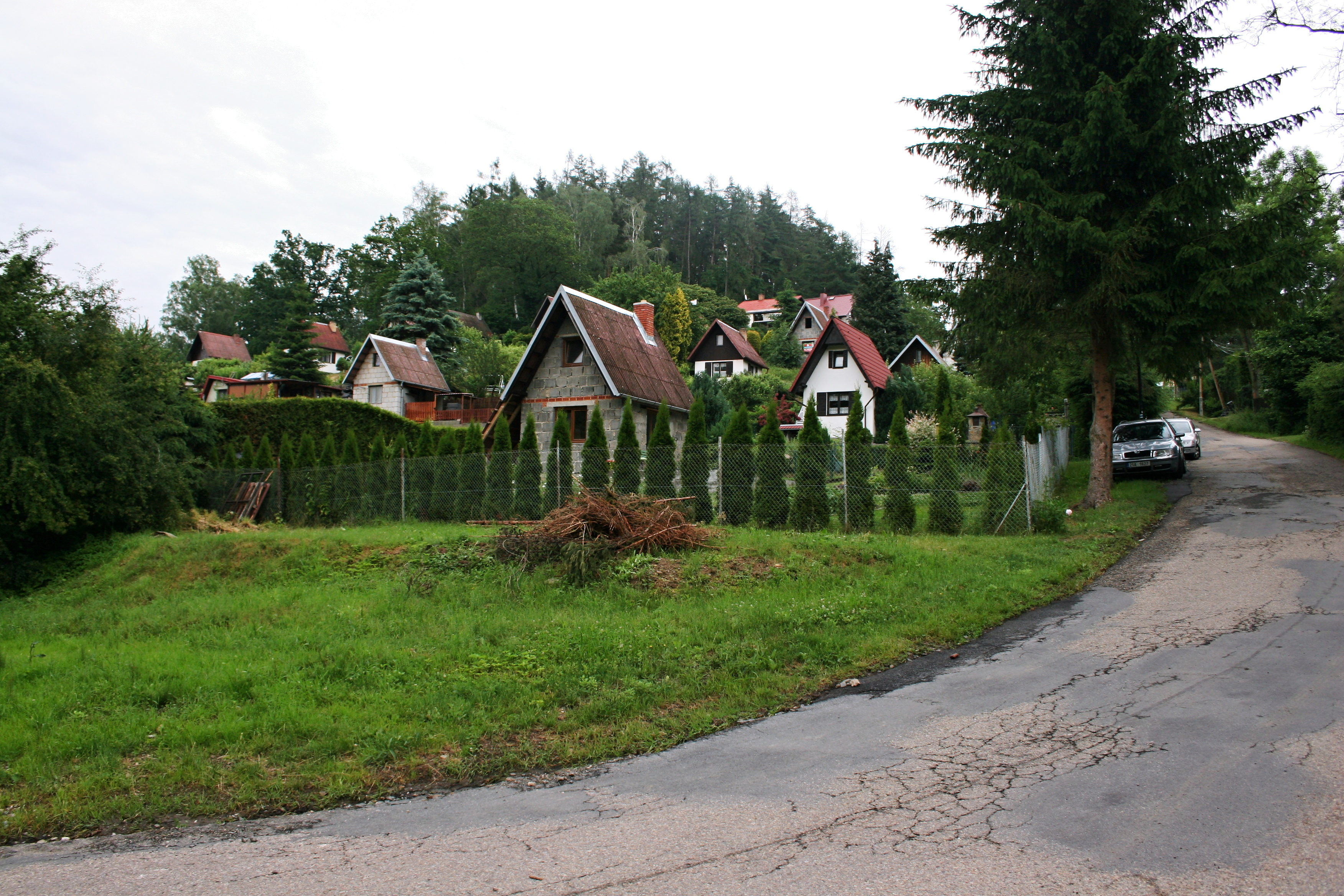
Chatky